# Ново-Солёновский
Ново-Солёновский — упразднённый посёлок, в 1956 году включённый в состав города Волгодонск в Ростовской области России.
Бывший рабочий посёлок строителей Цимлянского гидроузла. В настоящее время не месте посёлка Ново-Солёновский расположено несколько садовых товариществ.

## История
Рабочий посёлок Ново-Солёновский возник в 1949 году с началом строительства Цимлянского гидроузла на месте станицы Солёновской, перенесённой на правый берег Сухо-Солёновской балки. Рабочий посёлок застраивался временными бараками, однако из-за большого количества людей, пребывавших на строительство гидроузла, в первое время был острый дефицит жилья, в результате чего люди вынуждены были селиться в землянках.
За четыре года — с 1949 по 1952 годы в рабочем посёлке были построены несколько тысяч квадратных метров жилья, административные и хозяйственные здания, больница, школа. В посёлке до 1953 года размещалось Управление строительства Цимлянского гидроузла.
Рядом с посёлком был образован ряд предприятий, в частности бетонный завод, Центральный ремонтно-механический и деревообрабатывающий заводы, ремонтные мастерские. Ново-Солёновский был главным транспортным узлом при строительстве Цимлянской ГЭС и шлюзов
В посёлке и рядом с ним находились несколько исправительно-трудовых лагерей, заключённые которых участвовали в строительстве гидроузла.
В 1953 году после окончания строительства Цимлянского гидроузла начался отток жителей из посёлка. Главным образом люди переселялись в строящийся город Волгодонск. В 1954 году в Волгодонск были перемещены органы Новосоленовского поселкового совета. Часть предприятий, железнодорожная станция были ликвидированы по окончании строительства гидроузла. В 1957 году рабочий посёлок был включён в состав города Волгодонска. В 1958 году прописка в посёлке была запрещена.
Однако переселение жителей посёлка шло медленными темпами, в том числе в связи с нехваткой жилья в Волгодонске. К началу 1970-х годов жилой оставалась центральная часть посёлка, продолжала действовать школа и больницы.
Указом Президиума Верховного Совета РСФСР от 2 ноября 1956 года посёлок Волгодонск Романовского района Ростовской области преобразован в город районного подчинения. В черту города Волгодонск включён рабочий посёлок Ново-Солёновский.
В 1973 году после начала строительства завода «Атоммаш» и увеличения объёмов вводимого жилья в городе Волгодонске, жителям посёлка Ново-Солёновский было предоставлено жильё в новых районах города. После переселения жителей посёлок был окончательно ликвидирован, а его территория была отдана под дачные и садовые участки. 